# シャイニング・フラワー
シャイニング・フラワーは、山梨県にある遊園地「富士急ハイランド」にある観覧車である。

## 概要

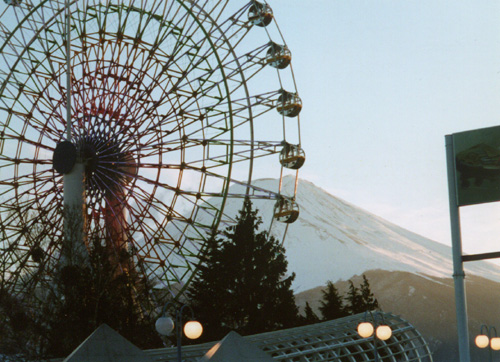
背後に富士山を望む

- 観覧車自体は1966年7月から存在していたが、1995年3月に現在の「シャイニング・フラワー」としてリニューアルオープン。
- 観覧車の鉄骨には約4800本のネオン管が用いられている。夜間には30種類に及ぶイルミネーションにより、名称の通り巨大な花が輝いているように見える。
- 晴れた日には富士山がよく見えるので、ビューポイントとなっている。
- 通常ゴンドラは「おみくじ観覧車」と称し、ゴンドラ内に運勢やその日のラッキーアトラクションが書かれている。
- 通常ゴンドラは、イベントのコラボ期間中に外側がラッピングされる事がある。

## 特別仕様ゴンドラ

### 透明観覧車「スケルちゃん スクムちゃん」
- ゴンドラ32台のうち4台が、強化プラスチック仕様のハート型透明ゴンドラ「スケルちゃん スクムちゃん」となっている。世界初となる床・壁・天井・座席の全てが透明のゴンドラである。また、カップル向けに造られており、2人掛けのベンチシートとなっている。しかし、カップルなどによるプラスチックを削る落書きが後を絶たず、景色を見るための見栄えは悪くなっている。
- 「スケルちゃん スクムちゃん」は2003年2月に登場。当初は2台だったが同年4月、好評につき2台追加されて現在の4台となった。
- オープン当初、スケルちゃん スクムちゃんに乗るためには整理券が配られていた。現在では「通常ゴンドラ」と「スケルちゃん スクムちゃん」に乗る列に分かれるようになっている。ゴンドラ数の関係で、スケルちゃん スクムちゃんは通常ゴンドラより少々待つことになる。

### お仕おき檻覧車「監ごくん 牢ごくん」
- ゴンドラ32台のうち2台が、ステンレス製の牢屋をイメージしたゴンドラ「監ごくん 牢ごくん」となって2021年7月21日に開業。
- 当初はオンラインフリーパス購入者の中から抽選で選ばれた場合のみ乗車可能だったが、2021年10月現在は普通に並んで利用できる。ハイランドリゾートホテル&スパでは乗車確約宿泊プラン（1日5組限定）もある。
- このゴンドラのみスマートフォン以外の手荷物を持ち込む事が出来ず、入口にある専用ロッカーに全て預ける必要がある。

## スペック
- 最高部高度：50m
- 回転直径：45m
- 所要時間：約12分
- ゴンドラ数：32台（通常26台、透明4台、牢獄2台）
- 乗車定員：通常4名、透明・牢獄2名（最大116名）
- 乗車規定：通常ゴンドラは飲食物持ち込み及びペット同伴可、透明・牢獄ゴンドラは妊婦の利用不可

## トラブル
2021年11月24日、乗客2名を乗せたゴンドラの扉を閉め忘れる事案が発生した。以降観覧車の営業を休止し、スタッフ配置の見直し、観覧車の低速化、扉閉め忘れ時に警報ブザーの鳴動と自動停止などの安全対策を施し、2022年3月11日より営業を再開した。但し、牢獄ゴンドラは当面休止のままとなっている他、ゴンドラ毎に異なっていた入口は1つに統合された為にゴンドラの種類を選ぶ事は出来ず、スタッフに指定されたゴンドラに乗車する事となった。